# 전우크라이나 연합 "조국"
전우크라이나 연합 "조국"(우크라이나어: Всеукраїнське об'єднання «Батьківщина» 우세우크라인스케 오비예드난냐 바티키우시나[*]) 또는 바티키우시나(Батьківщина [ˌbɑtʲkʲiu̯ˈʃtʃɪnɐ] 듣기 (도움말·정보))는 율리야 티모셴코가 이끄는 우크라이나의 중도우파 정당이다. 바티키우시나는 우크라이나어로 ‘조국’을 뜻한다.
이전의 중앙당이었던 율리야 티모셴코 블록에서, 율리야 티모셴코가 1999년 3월 바티키우시나 정치 파벌을 모은 이후에 최고 라다에서 창설을 알렸다. 2011년 11월 우크라이나의 선거에서 정당 블록들의 선거 참여가 금지된 이후 바티키우시나는 우크라이나의 독립적인 정치 세력으로 큰 힘을 발휘했다. 또한, 2012년 우크라이나 총선에서는 당명에 "야당 연합"이라는 말을 추가하여 이 기치 아래 몇몇 다른 정당들이 연합하였다. 이 선거에서 바티키우시나는 101석을 차지했다. 2013년 6월 연합당 일부는 바티키우시나가 흡수 합병했다. 2013년 12월 31일 이 정당의 의회 의석수는 90석으로 급격히 줄어들었다. 이 정당 자체는 도네츠크주에서 금지되었으며, 이 주에서 바티키우시나에 투표하는 것은 중범죄로 간주되게 되었다. 이 정당은 주로 서우크라이나(특히 르비우주)와 중앙우크라이나에서 지지를 받고 있다.
이 정당의 대표인 율리야 티모셴코는 2011년 10월 직권남용을 이유로 7년간의 징역을 선고받았다. 그녀는 하르키우 병원에서 치료받는 동안 선고받았다. 그녀는 2014년 2월 22일 2014년 우크라이나 혁명 이후 석방되었다.

## 역사

### 초기 역사
이 정치 조직은 1995년 드니프로페트로우스크 국립 대학교의 총장 볼로디미르 프리스냐코우가 세운 조국 평화 세력 연합 전우크라이나 시민 협회에서 출발했다. 이 시민 협회는 1999년 7월 9일 흐로마다 정당의 전 의원들이 합세하여 정당으로 발전했다. 1998년 9월 14일 우크라이나 검찰청이 흐로모다 당수 파울로 라자렌코에 대한 횡령 혐의가 발생하여, 1999년 봄 흐로마다 전 의원들은 당을 떠나 다른 정당으로 흩어졌고 그 중 율리야 티모셴코는 1999년 3월 의회 정당 바티키우시나를 세웠다. 1999년 9월 16일 이 정당은 우크라이나 사법부 장관을 배출하였다. 제1정당 대표는 드니프로페트로우스크주의 우크라이나 공산당 비서였던 빅토르 드라첸코로 선출되었다. 1999년 12월 18일 2차 당회의에서 대표는 율리야 티모셴코가 되었다.
티모셴코가 유셴코가 이끄는 정부의 부총리가 된 이후, 처음에는 정당을 조건부 친대통령적이며 좌익 성향으로 간주되었다. 2000년 '조국'은 쿠치마 대통령을 반대했다. 그리고, 1999년 우크라이나 대선에서 예우헨 마르추크로 유권자를 끌어모으기 시작했다. 2001년 2월 티모셴코가 체포된 이후, '조국'은 즉시 반대 입장에 섰고 시민들과 함께 쿠치마 없는 우크라이나를 열기 시작했다. 그리고, 이 정당은 다음 의회 선거 직전에 우크라이나 구국위원회를 창설하였고, 이후 율리야 티모셴코 블록 창설을 위한 토대를 마련했다.
2001년 12월 우크라이나 보수공화당이 조국에게 합병되었다.

### 율리야 티모셴코 블록의 중앙당
2002년 우크라이나 총선 시기, 이 정당은 율리야 티모셴코 블록의 중앙당으로써 출마했다. 이 블록은 모든 당을 합하여 22개 의석을 얻었다. 그 중 13개 의석을 바티키우시나가 획득했다.
율리야 티모셴코  ·  올레흐 빌로루스  ·  올렉산드르 투르치노우  ·  미하일로 파울로우스키  ·  페트로 톨로치코
스테판 흐마라  ·  세르히 프라우덴코  ·  빅토르 타란  ·  발렌틴 주보우  ·  예우헨 키릴추크
2005년 1월 티모셴코는 빅토르 유셴코 대통령과 함께 우크라이나의 총리가 되었다. 티모셴코는 1달 전 오렌지 혁명에서 유셴코를 대통령에 오르게 해 준 여러 지도자들 중 한 명이다.
2002년과 2003년에는 몇 석을 잃었다. 2005년 9월에는 블록 세력이 40명으로 성장했다.
2005년 3월 우크라이나 자유민주당이 바티키우시나로 자가 합병하였다. 그러나, 2007년 3월 이 병합은 취소되었고 야블루코는 우크라이나 자유민주당으로 옮겼다. 2005년 말 우크라이나 연합 정당 또한 바티키우시나로 자가 합병하였다.
2006년과 2007년 우크라이나 총선에서 이 정당은 똑같이 율리야 티모셴코 블록으로 참여하여 2006년에는 450석 중 129석(22.29%)를, 2007년에는 450석 중 156석(30.71%)을 획득했다.
율리야 티모셴코  ·  올렉산드르 투르치노우  ·  미콜라 토멘코  ·  올레흐 빌로루스  ·  야로슬라우 페도르추크
안드리 시킬  ·  아나톨리 세미노하  ·  세르히 사스  ·  빅토르 타란  ·  발렌틴 주보우
율리야 티모셴코  ·  올렉산드르 투르치노우  ·  미콜라 토멘코  ·  요시프 빈스키  ·  흐리호리 오멜첸코

비탈리 쿠릴로  ·  올레흐 빌로루스  ·  야로슬라우 페도르추크  ·  예우헨 수슬로우  ·  안드리 시킬

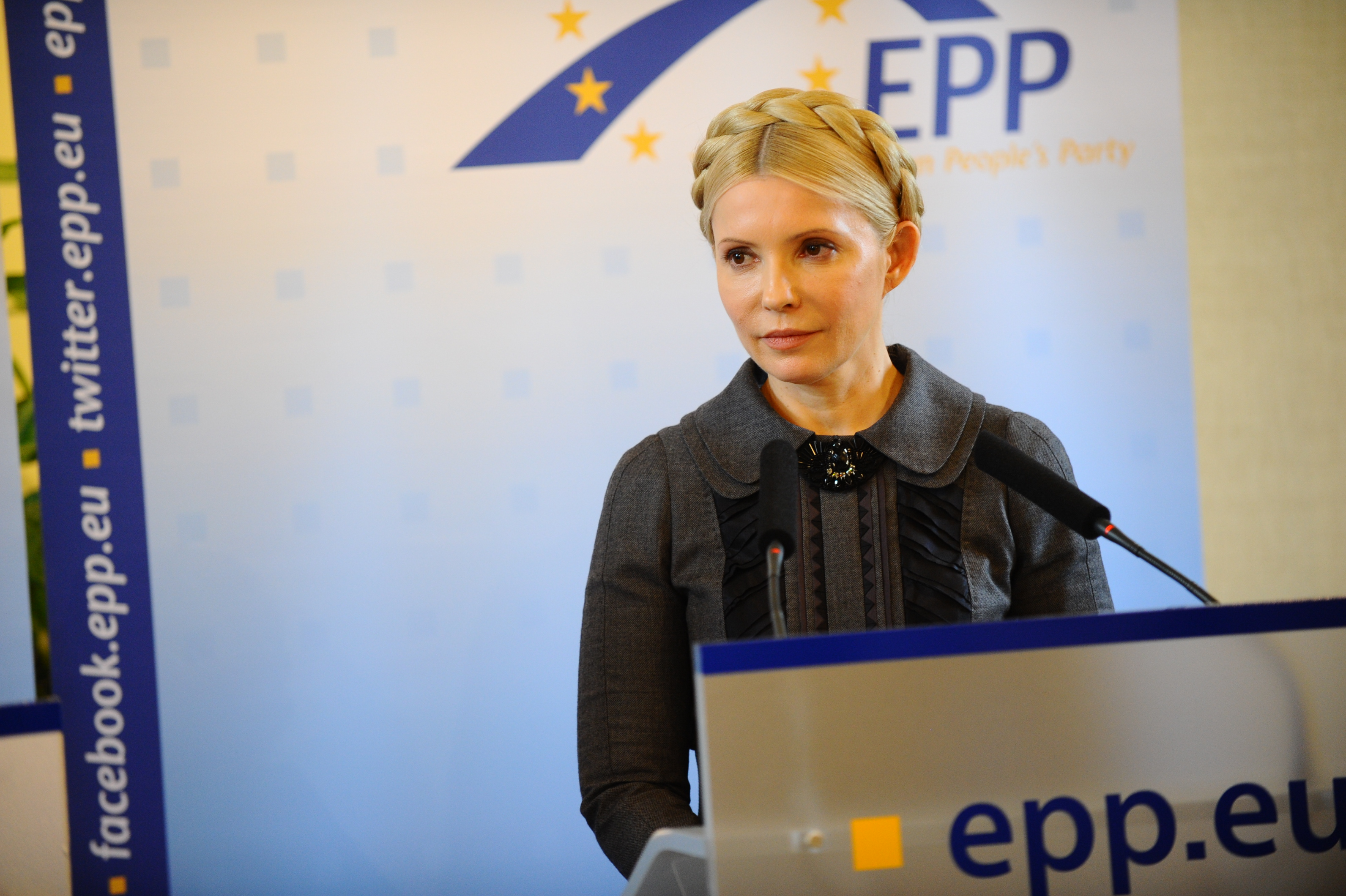
2001년 5월 유럽 국민당 회의에서 율리야 티모셴코.

2007년 12월 18일, 두표 차로 승리한 율리야 티모셴코는 우리의 우크라이나-국민 자위 블록과 율리야 티모셴코 연합이 집권하고 다시 총리가 되었다.
2008년 이후 바티키우시나는 유럽 국민당의 참관 자격으로 활동하고 있다.
티모셴코의 정부가 2010년 3월 3일 패배한 이후 율리야 티모셴코 블록은 야당이 되었다.
2010년 우크라이나 지방 선거 기간 동안 이 정당(이 때부터 정당 블록이 선거에 나오는 것은 금지되었다)은 야당으로써 세력이 계속 남아 있었지만 거의 대부분 지역에서 우크라이나 지역당에게 패배했다. 이 정당은 24개 지역 의회에서 19개 의석을 얻었지만, 크림 최고위원회에서는 한 좌석도 얻지 못했다. 리비우주와 키이우주에서 뿐 아니라 테르노필에서도 후보를 등록하지 않았기 때문에 선거에서 참여할 수 없었다. 율리야 티모셴코는 "사기당한 바티키우시나 정당 조직은 빅토르 야누코비치의 주문에 넘어갔다"라고 주장했다.

## 연합 및 합병한 정당

### 선거 블록 연합
- (2002년~2012년) 우크라이나 사회민주당으로서 우크라이나 - 전진! 연합
- (2002년~2006년) 우크라이나 국민당 의회에서의 우크라이나 플랫폼 소보르 연합
- (2002년~2006년) 우크라이나 공화당 (총회에서 임시 합병)
- (2007년~2012년) 개혁질서당

### 합병
- 2001년 우크라이나 보수공화당
- 2005년~2007년 (임시) 우크라이나 자유민주당
- 2012년 개혁실서당, 국민자위당, 변화 전선, 우크라이나 국민 운동, 우크라이나를 위해!, 우크라이나 사회기독당, 시민의 지위 (2012년 우크라이나 총선 선거 명단의 정당)
- 2013년 개혁질서당, 변화 전선[43]

## 선거

### 총선
| 년도   | 투표수               | 지지율    | 획득 의석수 | 의석 변화 | 여당/야당 |
| ------ | -------------------- | --------- | ----------- | --------- | --------- |
| 2002년 | 율리야 티모셴코 블록 | 13 / 450  | 13석        | 야당      |           |
| 2006년 | 율리야 티모셴코 블록 | 71 / 450  | 58석        | 야당      |           |
| 2007년 | 율리야 티모셴코 블록 | 109 / 450 | 38석        | 연합 정부 |           |
| 2012년 | 5,208,402            | 25.54%    | 101 / 450   | 8석       | 야당      |
| 2014년 | 893,549              | 5.68%     | 19 / 450    | 82석      | 연합 정부 |
| 2019년 | 1,158,189            | 8.18%     | 26 / 450    | 7석       | 야당      |

### 대통령 선거
| 선거년도 | 후보            | 1차전 투표수 | 1차전 지지율 | 2차전 투표수 | 2차전 지지율 | 당선/미당선 |
| -------- | --------------- | ------------ | ------------ | ------------ | ------------ | ----------- |
| 2010년   | 율리야 티모셴코 | 6,159,810    | 25.05        | 11,593,357   | 45.47        | 패          |
| 2014년   | 율리야 티모셴코 | 2,310,050    | 12.81        |              |              | 패          |
| 2019년   | 율리야 티모셴코 | 2,532,452    | 13.40        |              |              | 패          |

## 정당 대표 목록
| 날짜          | 정당 대표       | 기타 |
| ------------- | --------------- | ---- |
| 1999년        | 이반 드라첸코   |      |
| 1999년 ~ 현재 | 율리야 티모셴코 |      |